# Назаренко Володимир Едуардович
Володи́мир Едуа́рдович Наз́аренко (14 липня 1991, Київ) — український політик, офіцер, військовослужбовець, громадський діяч, депутат; Київська міська рада VIII скликання.

## Життєпис
Народився 14 липня 1991 року в Києві. Навчався в ліцеї № 142 за фізико-математичним та хіміко-технологічним профілями, закінчив у 2008 році. У 2008 році вступив на архітектурний факультет Київського національного університету будівництва і архітектури. 2010—2012 працює архітектором в архітектурній майстерні Шкрогаля В. М. У 2012 році отримав диплом бакалавра. З 2012 року член Всеукраїнське об'єднання «Свобода». В 2014 році закінчив навчання в університеті і отримав диплом магістра архітектури. 2014–2015 — офіцер ЗСУ у 25-й окремому мотопіхотному батальйоні «Київська Русь», командир взводу. В 2015 році обрано Депутатом Київської міської ради VIII скликання від Солом'янського району.
З 2021 року працює підприємцем.
З початком російського вторгнення в Україну (з 2022) повернувся до війська у складі Батальйону «Свобода» заступником командира (з артилерії). Наразі начальник артилерійської розвідки у 4-та бригаді оперативного призначення НГУ «Рубіж», капітан.

## Військова служба
Долучився до лав ЗСУ у 2014 році після активної участі у Революції гідності, був заступником сотника 3-ї сотні Самооборони Майдану, отримав поранення 18 лютого на Інститутський. У ніч з 17 на 18 лютого 2015 року разом з іншими українськими військовими виходив з-під Дебальцевого Донецької області: «Моя мета — щоб у кожного українця була віра в нашу перемогу, бо мир настане тільки після перемоги. Донести цю ідею до всіх українців я вважаю однією зі своїх основних задач».
До військової служби повернувся після російського вторгнення в Україну (з 2022), брав участь у боях за Баришівку, Лукаші, Бровари, Ірпінь, у складі ДФТГ «Свобода» одним із перших заходив у Бучу, Гостомель.
З квітня 2022 року долучився до оборони Рубіжного, а потім Сєвєродонецька у лавах НГУ. Брав участь у боях за Бахмут: «У цьому пеклі кожен день здається вічністю».
Указом Президента України «Про відзначення державними нагородами України» нагороджений орденом «За мужність» III ступеня
У складі 4 бригади оперативного призначення НГУ «Рубіж» продовжує виконувати бойові завдання на Сході.

## Діяльність у Київській міській раді
Депутат Київради VIII скликання Володимир Назаренко пішов у політику, щоб змінити принципи містобудування. У міськраді він працював у комісії з питань містобудування, архітектури та землекористування. За поданням Володимира Назаренка у столиці було створено ряд скверів та парків. Найбільше зусиль Володимир Назаренко доклав задля створення скверу імені Мирослава Мисли, у сквері було встановлено пам'ятник Мирославу.
Володимир Назаренко ініціював реформу транспортної мережі столиці.
Ще до повномасштабного російського вторгнення в Україну вживав заходів щодо боротьби з агресором. Зокрема, за поданням в тому числі Володимира Назаренка було прийнято рішення Київської міської ради: про визнання бійців-добровольців, які брали участь у захисті територіальної цілісності та державного суверенітету на сході України; щодо забезпечення миру, суверенітету, збереження конституційного ладу та територіальної цілісності України, включаючи тимчасово окуповані Автономну Республіку Крим та території Донецької і Луганської областей, а також недопущення здачі національних інтересів та капітуляції; про встановлення заборони передачі майна та земель комунальної власності територіальної громади міста Києва у власність або користування юридичним особам, у статутних капіталах яких є частка держави-агресора.
За сприяння Володимира у Солом'янському районі столиці функціонує безкоштовний спортзал для молоді.

## Громадська діяльність
Ще бувши студентом КНУБА долучився до акції протесту проти міністра освіти Табачника у 2012 році: «Я його тоді закидав сніжками». У вересні 2013 року долучився до акції, результатом якої стало знесення пам'ятника Леніну у Полтавській області. У 2014 та 2016 роках брав участь у протестах біля російського посольства в Києві, за що слідчий комітет Росії висунув заочні звинувачення: «Володимир Назаренко безпосередньо брав участь у зриві зі флагштока державного прапора російської федерації і нарузі над ним». Громадська організація «Сокіл», очільником київського осередку якого був Володимир Назаренко, у 2018 році пікетувала торговий центр у столиці, оскільки ТЦ перебувало у власності друга Путіна російського олігарха Ротенберга: «Геть бізнес на крові!».
У березні 2020 року за ініціативи Володимира Назаренка було організовано проєкт «Соціальна Varta» з метою допомоги вразливим групам населення під час пандемії коронавірусу.
У 2019 році організував літній кінотеатр просто неба у Солом'янському районі столиці, у 2022 році діяльність кінотеатру внаслідок російського вторгнення в Україну тимчасово була призупинена.